# IHL 1969/70
Die Saison 1969/70 war die 25. reguläre Saison der International Hockey League. Während der regulären Saison bestritten die acht Teams jeweils 72 Spiele. In den Play-offs setzten sich die Dayton Gems durch und gewannen den zweiten Turner Cup in ihrer Vereinsgeschichte.

## Teamänderungen
Folgende Änderungen wurden vor Beginn der Saison vorgenommen:
- Die Flint Generals wurden als Expansionsteam in die Liga aufgenommen.

## Reguläre Saison

### Abschlusstabelle
Abkürzungen: GP = Spiele, W = Siege, L = Niederlagen, T = Unentschieden, OTL = Niederlage nach Overtime, GF = Erzielte Tore, GA = Gegentore, Pts = Punkte
| Northern Division | GP | W  | L  | T  | GF  | GA  | Pts |
| ----------------- | -- | -- | -- | -- | --- | --- | --- |
| Muskegon Mohawks  | 72 | 46 | 18 | 8  | 356 | 271 | 100 |
| Port Huron Flags  | 72 | 37 | 28 | 7  | 272 | 270 | 81  |
| Fort Wayne Komets | 72 | 26 | 38 | 8  | 241 | 266 | 60  |
| Flint Generals    | 72 | 21 | 39 | 12 | 218 | 270 | 54  |

| Southern Division    | GP | W  | L  | T  | GF  | GA  | Pts |
| -------------------- | -- | -- | -- | -- | --- | --- | --- |
| Dayton Gems          | 72 | 38 | 30 | 4  | 296 | 271 | 80  |
| Toledo Blades        | 72 | 32 | 33 | 7  | 241 | 265 | 71  |
| Des Moines Oak Leafs | 72 | 31 | 33 | 8  | 261 | 254 | 70  |
| Columbus Checkers    | 72 | 24 | 36 | 12 | 289 | 307 | 60  |

## Turner-Cup-Playoffs
| Turner-Cup-Pre-Playoffs | Turner-Cup-Pre-Playoffs | Turner-Cup-Pre-Playoffs |    |                  | Turner-Cup-Halbfinale | Turner-Cup-Halbfinale | Turner-Cup-Halbfinale |  |  | Turner-Cup-Finale | Turner-Cup-Finale | Turner-Cup-Finale |
|                         |                         |                         |    |                  |                       |                       |                       |  |  |                   |                   |                   |
| S1                      | Dayton Gems             |                         |    |                  |                       |                       |                       |  |  |                   |                   |                   |
|                         | Freilos                 |                         |    |                  |                       |                       |                       |  |  |                   |                   |                   |
| S1                      | Dayton Gems             | 4                       |    |                  |                       |                       |                       |  |  |                   |                   |                   |
| S1                      | Dayton Gems             | 4                       |    |                  |                       |                       |                       |  |  |                   |                   |                   |
|                         | N1                      | Muskegon Mohawks        | 2  |                  |                       |                       |                       |  |  |                   |                   |                   |
| N1                      | N1                      | Muskegon Mohawks        | 2  | Muskegon Mohawks |                       |                       |                       |  |  |                   |                   |                   |
| N1                      |                         |                         |    | Muskegon Mohawks |                       |                       |                       |  |  |                   |                   |                   |
|                         | Freilos                 |                         |    |                  |                       |                       |                       |  |  |                   |                   |                   |
| S1                      | Dayton Gems             | 4                       |    |                  |                       |                       |                       |  |  |                   |                   |                   |
| S1                      | Dayton Gems             | 4                       |    |                  |                       |                       |                       |  |  |                   |                   |                   |
|                         | N2                      | Port Huron Flags        | 3  |                  |                       |                       |                       |  |  |                   |                   |                   |
| N2                      | N2                      | Port Huron Flags        | 3  | Port Huron Flags | 3                     |                       |                       |  |  |                   |                   |                   |
| N2                      |                         |                         |    | Port Huron Flags | 3                     |                       |                       |  |  |                   |                   |                   |
| N3                      | Fort Wayne Komets       | 0                       |    |                  |                       |                       |                       |  |  |                   |                   |                   |
| N3                      | Fort Wayne Komets       | 0                       | N2 | Port Huron Flags | 3                     |                       |                       |  |  |                   |                   |                   |
|                         |                         |                         | N2 | Port Huron Flags | 3                     |                       |                       |  |  |                   |                   |                   |
|                         | S3                      | Des Moines Oak Leafs    | 2  |                  |                       |                       |                       |  |  |                   |                   |                   |
| S2                      | S3                      | Des Moines Oak Leafs    | 2  | Toledo Blades    | 0                     |                       |                       |  |  |                   |                   |                   |
| S2                      |                         |                         |    | Toledo Blades    | 0                     |                       |                       |  |  |                   |                   |                   |
| S3                      | Des Moines Oak Leafs    | 3                       |    |                  |                       |                       |                       |  |  |                   |                   |                   |

## Vergebene Trophäen

### Mannschaftstrophäen
| Auszeichnung                                          | Team             |
| ----------------------------------------------------- | ---------------- |
| Turner Cup Gewinner der IHL-Playoffs                  | Dayton Gems      |
| Fred A. Huber Trophy Bestes Team der regulären Saison | Muskegon Mohawks |

### Individuelle Trophäen
| Auszeichnung                                                       | Spieler          | Team                 |
| ------------------------------------------------------------------ | ---------------- | -------------------- |
| James Gatschene Memorial Trophy MVP der regulären Saison           | Cliff Pennington | Des Moines Oak Leafs |
| Leo P. Lamoureux Memorial Trophy Bester Scorer                     | Don Westbrooke   | Dayton Gems          |
| Governor’s Trophy Bester Verteidiger                               | John Gravel      | Toledo Blades        |
| James Norris Memorial Trophy Torhüter mit den wenigsten Gegentoren | Gaye Cooley      | Des Moines Oak Leafs |
| James Norris Memorial Trophy Torhüter mit den wenigsten Gegentoren | Bob Perreault    | Des Moines Oak Leafs |
| Garry F. Longman Memorial Trophy Bester Rookie                     | Wayne Zuk        | Toledo Blades        |